# Tahelouante
Tahelouante (en àrab تاهلوانت, Tāhlwānt; en amazic ⵜⴰⵀⵍⵡⴰⵏⵜ) és una comuna rural de la província d'Essaouira, a la regió de Marràqueix-Safi, al Marroc. Segons el cens de 2014 tenia una població total de 3.919 persones.